# 小野永見
小野 永見（おの の ながみ）は、平安時代初期の貴族・漢詩人。官位は従五位下・征夷副将軍。小野小町の高祖父。

## 経歴
『六国史』に叙位任官記録がなく、経歴は明らかでない。子息の没伝や各種系図等により、陸奥介・征夷副将軍を歴任し、位階は従五位下に至ったとされる。延暦年間に卒去。
漢詩人として『凌雲集』に漢詩作品2首が採録されている。文人であった賀陽豊年や石上宅嗣と親交があったとされ、賀陽豊年の漢詩作品「野将軍を傷む」は永見のことを思って詠んだものか。

## 系譜
- 父：小野毛野?
- 母：不詳
- 生母不詳の子女
  - 三男：小野岑守（778-830）[5]
  - 男子：小野滝雄[2] - 出羽守